# Preußisches Paradies (Samland)

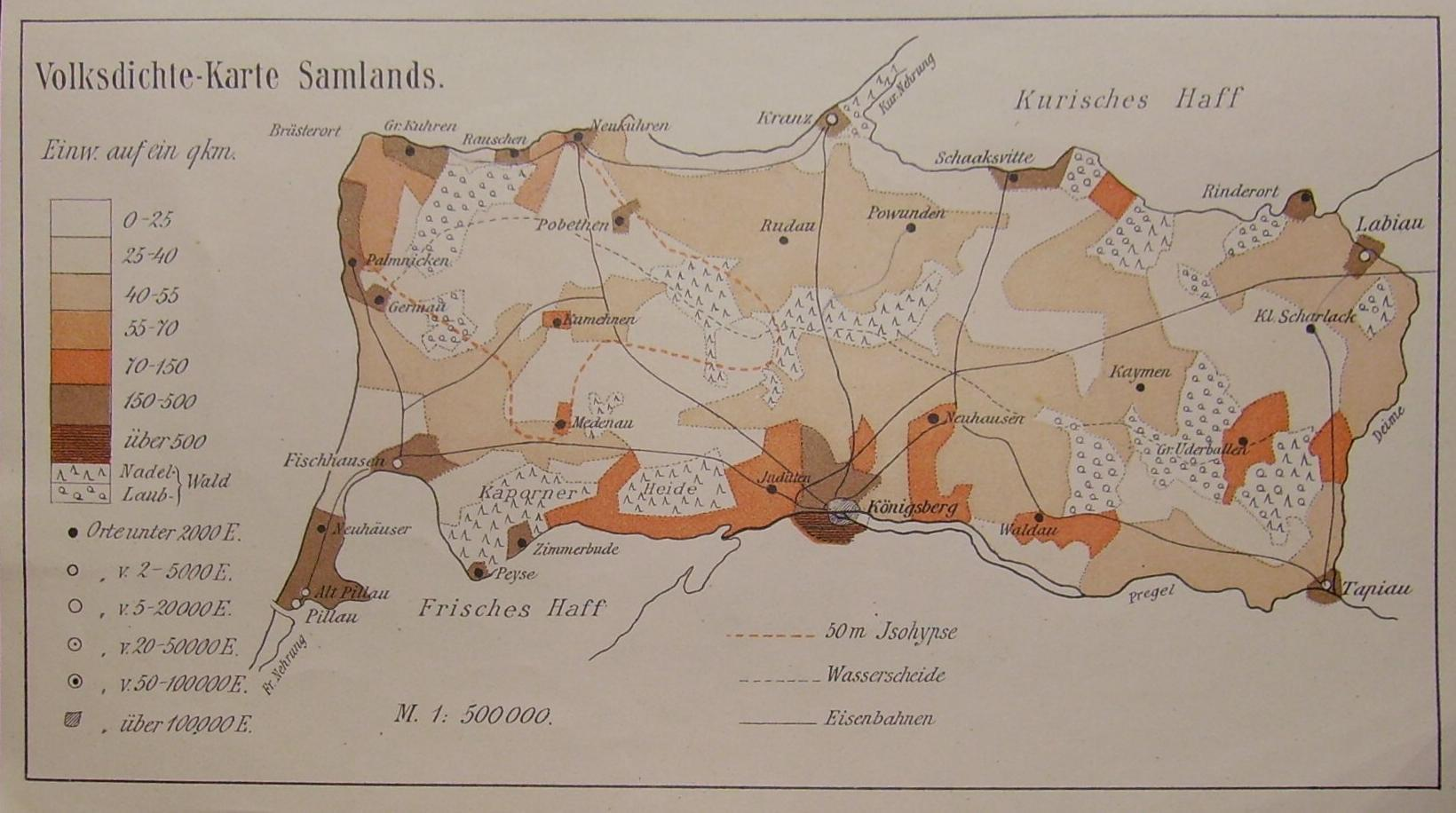
Bevölkerungsdichte des Samlands (1902)

Als Preußisches Paradies wurde eine Landschaft im westlichen Samland zwischen Pillau und Lochstädt bezeichnet.
Die Sandstrände der Ostsee sind flach und steinlos. Im hügeligen Hinterland stehen nach Norden hin große Laubwälder, im Westen den Pilzenwald, im Osten den Haffwald. Hier finden sich Europas nördlichste Rotbuchenbestände. Im Dreißigjährigen Krieg wurde der Wald zum Schutz Pillaus gegen die Schweden abgeholzt. Der neue Wald  wurde 1914 zu Beginn des Ersten Weltkrieges weitgehend eingeschlagen, um Pillau diesmal vor den Russen zu schützen.
In solch schöner Gegend wollte vor allem der Bernsteinregal-Pächter Karl Douglas einen Badeort begründen, was die Regierung in Königsberg jedoch zum Schutz des neuen Cranz versagte. Als 1865 die Ostpreußische Südbahn eröffnet wurde, zogen wohlhabende Königsberger Kaufleute in die Gegend und gründeten die Villenkolonie Neuhäuser (Ostpreußen).
Als preußisches Paradies wird auch die Pfaueninsel in Berlin bezeichnet.